# Michal Chromec
MUDr. Michal Chromec (* 23. dubna 1948) je český politik a lékař, dlouholetý zastupitel města Přerova, člen Masarykovy demokratické strany.

## Život
Vystudoval Lékařskou fakultu Univerzity Palackého v Olomouci (promoval v roce 1973, získal titul MUDr.).
Živí se jako internista a praktický lékař v Přerově. V letech 1983 až 1984 působil jako lékař pod patronací OSN v Laosu. Je také ředitelem a místopředsedou družstva Medeor, prezidentem SK Přerov, ředitelem nestátního zdravotnického zařízení a zakládajícím členem České lékařské komory.
Michal Chromec je ženatý (manželka Marcela) a má čtyři syny (Dan, David, Michal a Tomáš), žije v Přerově.

## Politické působení
Do politiky vstoupil, když byl v komunálních volbách v roce 1990 zvolen do Zastupitelstva města Přerova. Mandát zastupitele města pak obhájil na samostatné kandidátce Masarykovy demokratické strany (MDS) v komunálních volbách v roce 1994 a v roce 1998 (v obou volbách byl lídrem). Ve volbách v roce 2002 uspěl jako člen MDS na kandidátce subjektu Přerovská koalice, který spoluzakládal, stejně tak ve volbách v roce 2006 (tentokrát jako lídr). V komunálních volbách v roce 2010 byl opět zvolen zastupitelem města, když kandidoval jako člen MDS na 8. místě kandidátky ČSSD (v rámci kandidátky získal nejvíce preferenčních hlasů).
Pokoušel se dostat do Zastupitelstva Olomouckého kraje. Ve volbách v roce 2000 jako člen MDS na kandidátce ČSNS a ve volbách v roce 2004 jako člen MDS na kandidátce SOS, ale ani jednou neuspěl.
Dvakrát také neúspěšně kandidoval ve volbách do Poslanecké sněmovny PČR. V roce 1998 za subjekt Občanská koalice-Politický klub a v roce 2006 za Koalici pro Českou republiku (vedl její kandidátku v Olomouckém kraji).
Ve volbách do Senátu PČR v roce 1996 kandidoval za Masarykovu demokratickou stranu v obvodu č. 63 – Přerov. Se ziskem 5,57 % hlasů skončil na 5. místě a nepostoupil ani do druhého kola. Ve volbách do Senátu PČR v roce 2014 se pokoušel o zisk senátorského mandátu v tomto obvodu podruhé, když kandidoval za ČSSD. Se ziskem 12,90 % hlasů skončil na 3. místě a nepostoupil tak do kola druhého.
Ve volbách do Evropského parlamentu v roce 2004 kandidoval za Masarykovu demokratickou stranu, ale neuspěl.